# 松浦敬紀
松浦敬紀（まつうら たかのり、1940年7月5日 - ）は、日本の教育者。多摩大学経営情報学部名誉教授。専門は、経営組織論、職業論。

## 来歴
- 北海道出身。
- 北海道岩見沢東高等学校、中央大学法学部卒業。
- 週刊ダイヤモンド編集記者。
- 電機メーカー勤務。
- 社会工学研究所客員研究員。
- NHK教育テレビ司会者。
- 中部大学経営情報学部助教授、教授。
- 明治大学経営学部講師。
- 1989.4～2002.3 多摩大学経営情報学部教授（1995.10～は学部長兼務）。
- 2004.8～？ 横浜市立大学副理事長・改革推進本部最高経営責任者。

## エピソード
- 多摩大学時代の松浦ゼミは“しつけ”に重点を置いていた[2]。

## 著書
- http://www.amazon.co.jp/s/ref=nb_sb_noss?__mk_ja_JP=%83J%83%5E%83J%83i&url=search-alias%3Dstripbooks&field-keywords=%8F%BC%89Y%8Ch%8BI+